# Quillerkopf
Der Quillerkopf, oder Quiller, nahe Melgershausen im nordhessischen Schwalm-Eder-Kreis, ist eine etwa 345 m ü. NHN hohe Erhebung des Fulda-Werra-Berglandes.

## Geographie

### Lage
Der Quillerkopf liegt im Gemeindegebiet von Felsberg knapp 2,5 km nördlich von Melgershausen, einem ostnordöstlichen Stadtteil des an der Eder gelegenen Felsberg, und 1,5 km (jeweils Luftlinie) westlich des an der Fulda liegenden Lobenhausen, einem südlichen Ortsteil des direkt jenseits des Flusses befindlichen Körle.

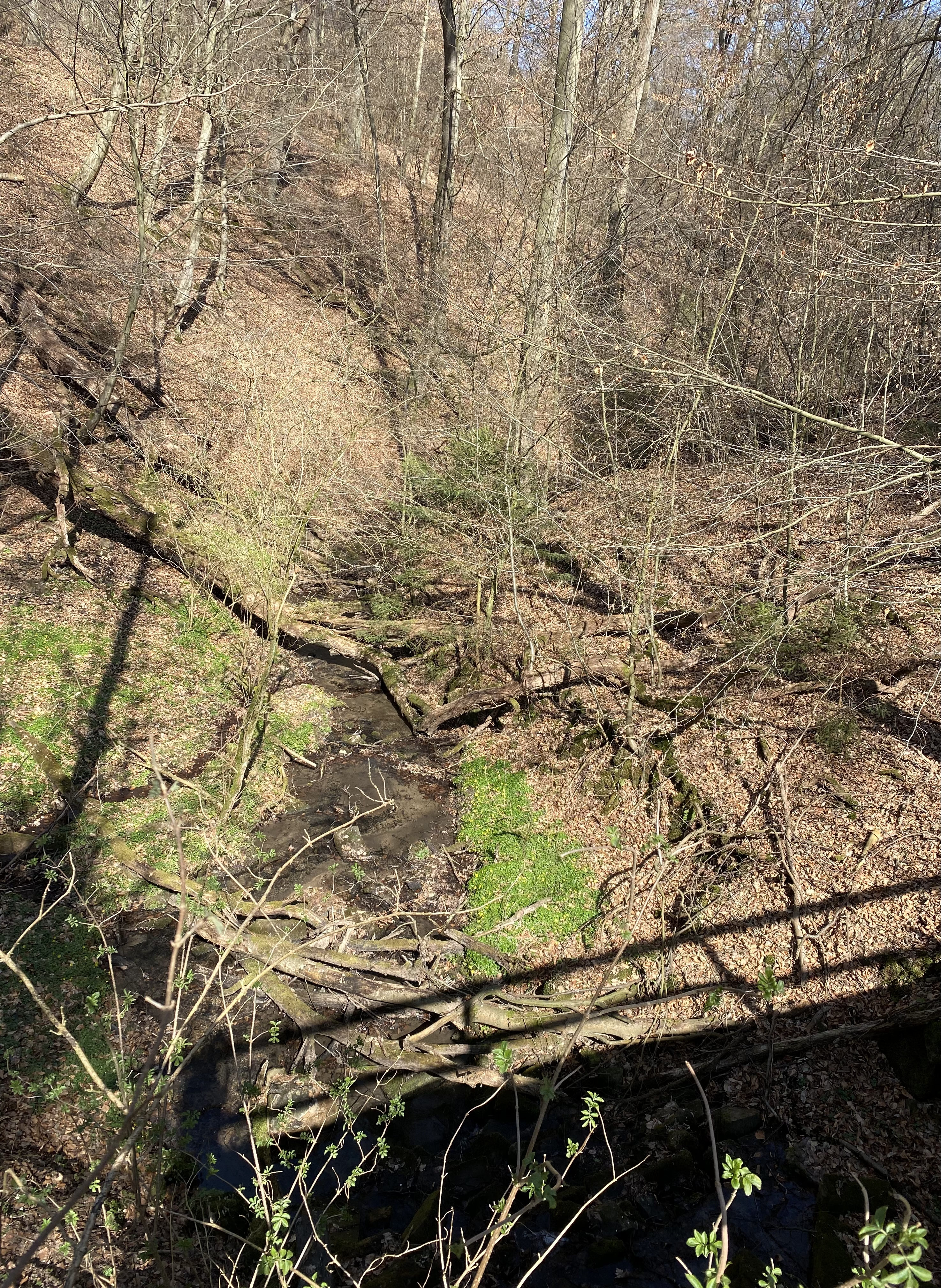
Freitagsbach am Quiller-Stölzinger-Weg

 Sein südöstlicher Nachbar ist der jenseits des Freitagsbachs gelegene Kesselkopf (Kessel; 368,1 m), der westsüdwestliche ist der jenseits der Bundesautobahn 7 befindliche Mönchskopf (302,7 m) und der nordwestliche ist der Schleifsteinskopf (305,4 m). Die bewaldete Landschaft des Quillerkopfs fällt in Richtung Norden in das Tal der Fulda mit dem dortigen Wagenfurth ab, nach Nordosten und Osten in dasselbe Flusstal mit Lobenhausen, nach Südosten und Süden in jenes des Freitagsbachs, der in Lobenhausen in die Fulda mündet, und nach Südwesten, vorbei am Mönchskopf, in das Tal des Schießbachs (Stelterbach), der nördlich von Gensungen in den Fulda-Zufluss Eder fließt. Nach Nordwesten leitet die Landschaft vorbei am Schleifsteinskopf und entlang eines die Wüstung Brechelsdorf passierenden Bachs in das zwischen Altenbrunslar und Ellenberg befindliche Tal der Eder, nach Nordnordwesten, auch vorbei am Schleifsteinskopf, zur Fuldaschleife bei Büchenwerra und nach Norden zur Fuldaschleife bei Grebenau über.

### Naturräumliche Zuordnung
Der Quillerkopf gehört in der naturräumlichen Haupteinheitengruppe Osthessisches Bergland (Nr. 35), in der Haupteinheit Fulda-Werra-Bergland (357) und in der Untereinheit Neuenstein-Ludwigsecker Höhenzug (357.0) zum Naturraum Melgershäuser Höhen (357.03), wobei seine Nordostflanke in den zum Bebra-Melsunger Fuldatal (357.1) gehörenden Naturraum Melsunger Fuldatal (357.13) und seine Nordflanke im Westhessischen Bergland (34) und in der dortigen Westhessischen Senke in den Naturraum Kasseler Becken (343.3) abfällt.

### Berghöhe und -kuppen
Der Quillerkopf ist laut auf topographischen Karten ersichtlichen Höhenlinien etwa 345 m hoch. Auf diesen Karten ist wenige Meter nördlich des Gipfels der Nordnordostkuppe (⊙) ein trigonometrischer Punkt auf 343,3 m Höhe verzeichnet. Etwa 330 m entfernt von dieser Kuppe liegt die auch etwa 345 m hohe Südsüdwestkuppe (⊙).

## Windkraftanlagen
2013 waren am Quillerkopf drei Windkraftanlagen (Windräder) – bis zur Rotorspitze 190 m hoch – zur Stromerzeugung geplant.

## Verkehr und Wandern
Über den Übergangsbereich zwischen Quillerkopf und Mönchskopf führt 1 km westlich des Gipfels die Bundesautobahn 7. Östlich vorbei verläuft durch Lobenhausen die Kreisstraße 147 (Wagenfurth–Körle–Lobenhausen) und südlich die Landesstraße 3222 (Altenbrunslar–Melgershausen–Melsungen). Zum Beispiel an diesen Straßen beginnend kann man auf zumeist Waldwegen und -pfaden sowie Wanderwegen, wie dem südlich der Erhebung verlaufenden Eder-Gelster-Weg B oder dem Quiller-Stölzinger-Weg G zum Quillerkopf gelangen.